# Liste der Monuments historiques in Vignes-la-Côte
Die Liste der Monuments historiques in Vignes-la-Côte führt die Monuments historiques in der französischen Gemeinde Vignes-la-Côte auf.

## Liste der Objekte
| Bezeichnung | Beschreibung                          | Standort                     | Kennzeichnung | Schutzstatus | Datum | Bild |
| ----------- | ------------------------------------- | ---------------------------- | ------------- | ------------ | ----- | ---- |
| Kruzifix    | Holz, farbig gefasst, 16. Jahrhundert | in der Kirche St-Just (Lage) | PM52001858    | Inscrit      | 1984  |      |
| Paxtafel    | Bronze, vergoldet, 18. Jahrhundert    | in der Kirche St-Just (Lage) | PM52001250    | Classé       | 1983  |      |